# 嫌煙

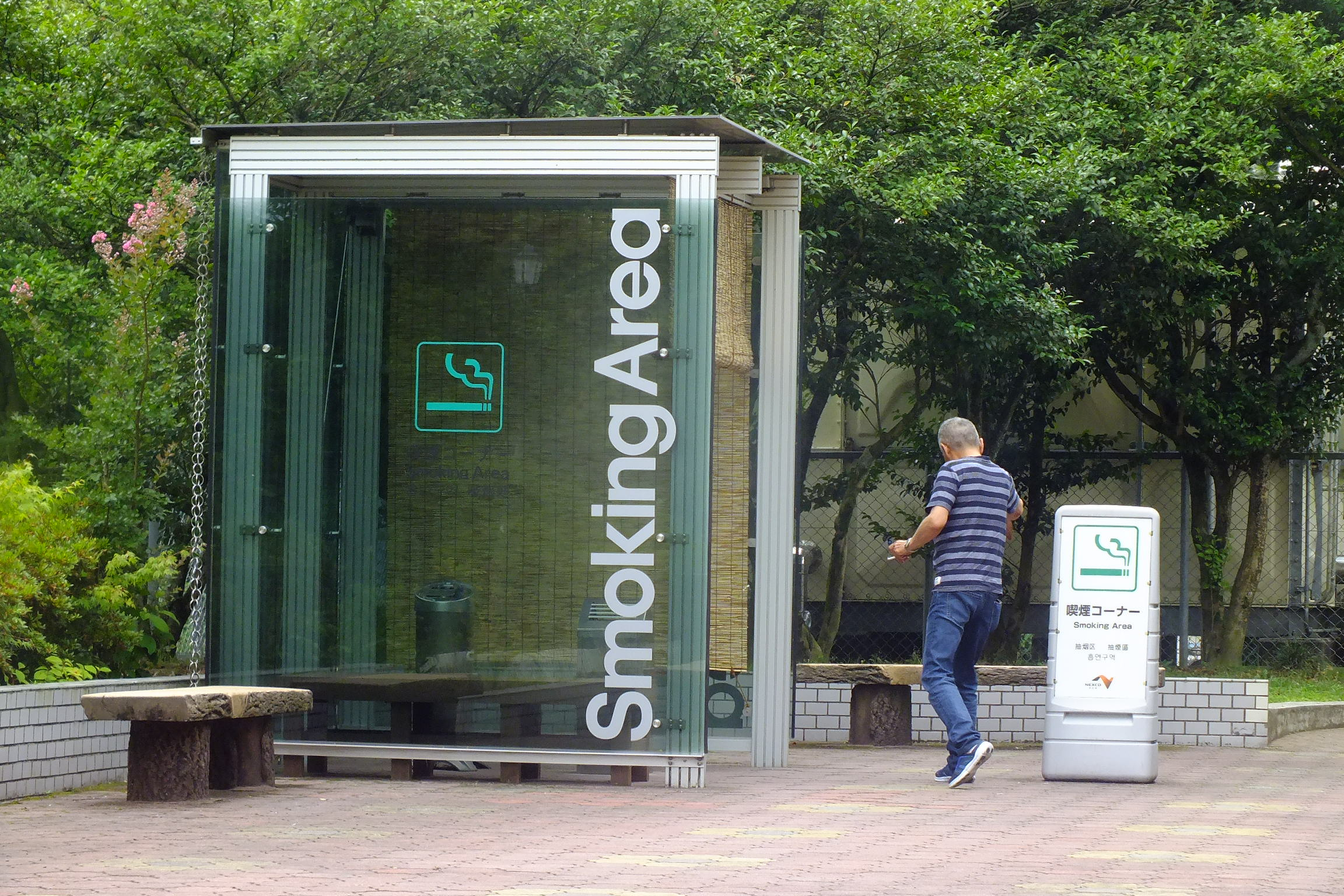
高速道路のPAで、分煙により片隅に置かれた喫煙所
（虎渓山パーキングエリア）

嫌煙権（けんえんけん、non-smokers' rights）とは、たばこを吸わない人間が、たばこの煙による被害を防止するため、他者の喫煙の規制を管理者等に請求する権利を有する、という主張。これまで、法的権利として認められた例はない。
非喫煙者の健康と生命を守るために、公共交通機関、病院の待合室、レストランなどの公共の場所や、職場のような共有の生活空間での禁煙・分煙などの喫煙規制を、社会的、制度的に確立することを目ざす権利主張。1978年（昭和53）2月28日、東京に「嫌煙権確立をめざす人々の会」が、同年4月4日「嫌煙権確立をめざす法律家の会」が、誕生した。それまで、日本はたばこをどこで吸っても自由、吸い殻をどこへ捨ててもおかまいなしという、喫煙放任社会であった。しかし、自分では喫煙しなくても他人のたばこの煙で汚れた生活空間にいると、急性・慢性の深刻な健康影響を受けるという「受動喫煙 (passive smoking)」（「間接喫煙」または「環境たばこ煙」ともいう）の有害性を明らかにする動物実験や疫学調査の結果が世界的規模で次々に報告された。

## 歴史
「嫌煙」と「嫌煙権」は、1978年に発足した「嫌煙権確立を目指す人びとの会」の共同代表でコピーライターの中田みどりが提唱して広まった言葉である。英語では、"non-smokers' rights"が対応する語彙である。
「嫌煙権確立を目指す人びとの会」は、
1. たばこの煙によって汚染されていないきれいな空気を吸う権利
2. 穏やかではあってもはっきりとたばこの煙が不快であると言う権利
3. 公共の場所での喫煙の制限を求めるため社会に働きかける権利

この3つの「嫌煙権」を掲げてスタートした。
他人のたばこの副流煙を間接的・強制的に吸わされた結果、急性または慢性の健康被害を受けることは、非喫煙者の基本的人権である健康権や幸福追求権の侵害と考えられた。特にぜんそくなどの呼吸器疾患を持つ患者にとっては生命の危機につながりかねず「生命の尊厳」の侵害ともなる。このため、嫌煙権運動は一種の人権運動として定義される。嫌煙権運動は喫煙者に喫煙をやめることを要求するものではなく、公共の場所や職場などの共有の生活空間について、社会的・制度的に受動喫煙防止措置を講ずることにより、非喫煙者の権利を保護することを目的とした運動である。
嫌煙権運動の中では、公共スペースでの受動喫煙防止を進めることで非喫煙者の権利を保護すること、非喫煙者や煙草の煙が苦手な人が自らの立場を明確にする（カミングアウト）ことで社会的理解を求めること、喫煙者に対する啓蒙などの活動が行われた。喫煙者の中にも状況により他喫煙者の副流煙を望まない者も見られる。嫌煙権運動の広まりに対し、喫煙者からも趣旨に理解を示し喫煙マナーを守ろうとする者がみられるようになった。嫌煙権運動においては、喫煙者もたばこ産業の被害者という観点から、たばこ病訴訟などの裁判支援なども行っている。
また嫌煙権運動の時代においては、医学界でも受動喫煙の危険性の知見が確立していった、受動喫煙による健康被害については人体への影響に関する学術的見地が例示され、たばこの煙により頭痛などの体調不良（受動喫煙症）を起こす化学物質過敏症の患者もいることが判明した。このため多くの医学系学会が「禁煙宣言」を発表し、嫌煙権運動よりもさらに強い喫煙規制を求めるようになった（詳細は「受動喫煙#ETS及び受動喫煙に関する声明」を参照）。
嫌煙権は民事訴訟の中でも権利として認められる要素である。例えば、配偶者が非喫煙者と名乗り結婚しながら隠れて自宅で喫煙していることが発覚した場合、もう一方の配偶者は嫌煙権を正当な理由に離婚できる。
1980年代から1990年代にかけては、嫌煙権運動が一般的に認識されはじめ、交通機関の喫煙規制など受動喫煙防止のための措置が次第に進んだ。2000年代以降は、単に「煙草や喫煙者を嫌う」ことと混同されることを避けるため、「嫌煙」という言葉は「受動喫煙防止」という表現に取って代わられるようになった。
2005年11月8日、日本たばこ産業は、第19回厚生科学審議会地域保健健康増進栄養部会で、「（喫煙は）個人の嗜好としてたのしむ自由がある」と主張する内容を含む資料を提出した。
こうしたたばこ業界の主張に対し、世界保健機関 (WHO) は2007年5月31日の世界禁煙デーにおける「たばこ産業の作り話をあばく」と題した発表で、「毒の含まれない空気を吸う権利は、公共の場で喫煙して他人の健康を脅かす喫煙者の権利よりも優先する。これは都合の良さの問題でも、合法製品を使う自由といった問題でもない。他人の健康を脅かすことを避けるため、どこで喫煙すべきかという問題である」として、受動喫煙を避ける権利が喫煙者の権利に優先することを明確に示した。
近年は、受動喫煙防止に対する社会的認識が進み、2005年にはWHOによりたばこの規制に関する世界保健機関枠組条約が発効し、日本においても2002年に健康増進法が施行された。2010年には日本初の受動喫煙防止条例である神奈川県公共的施設における受動喫煙防止条例が施行され、その後は各地で同様の条例や路上喫煙禁止条例が制定された。こうして、病院、役所、学校施設、駅などの公共施設や、百貨店、飲食店、娯楽遊戯店などにおいても禁煙や分煙が取り組まれ、1970年代に始まった運動はようやく実を結ぼうとしている。